# Episodi di The Handmaid's Tale (terza stagione)
La terza stagione della serie televisiva The Handmaid's Tale, composta da tredici episodi, è stata trasmessa in prima visione assoluta negli Stati Uniti d'America da Hulu dal 5 giugno al 14 agosto 2019.
In Italia, la stagione è stata pubblicata sulla piattaforma on demand TIMvision dal 6 giugno al 15 agosto 2019.
| n. | Titolo originale    | Titolo italiano         | Pubblicazione USA | Pubblicazione Italia |
| -- | ------------------- | ----------------------- | ----------------- | -------------------- |
| 1  | Night               | Notte                   | 5 giugno 2019     | 6 giugno 2019        |
| 2  | Mary and Martha     | Mary e Martha           | 5 giugno 2019     | 6 giugno 2019        |
| 3  | Useful              | Attenzione              | 5 giugno 2019     | 6 giugno 2019        |
| 4  | God Bless the Child | Dio benedica la bambina | 12 giugno 2019    | 13 giugno 2019       |
| 5  | Unknown Caller      | Numero sconosciuto      | 19 giugno 2019    | 20 giugno 2019       |
| 6  | Household           | Famiglia                | 26 giugno 2019    | 27 giugno 2019       |
| 7  | Under His Eye       | Sotto il suo occhio     | 3 luglio 2019     | 4 luglio 2019        |
| 8  | Unfit               | Inadatto                | 10 luglio 2019    | 11 luglio 2019       |
| 9  | Heroic              | Eroico                  | 17 luglio 2019    | 18 luglio 2019       |
| 10 | Bear Witness        | Testimonianza           | 24 luglio 2019    | 25 luglio 2019       |
| 11 | Liars               | Bugiardi                | 31 luglio 2019    | 1 agosto 2019        |
| 12 | Sacrifice           | Sacrificio              | 7 agosto 2019     | 8 agosto 2019        |
| 13 | Mayday              | Mayday                  | 14 agosto 2019    | 15 agosto 2019       |

## Notte
- Titolo originale: Night
- Diretto da: Mike Barker
- Scritto da: Bruce Miller

### Trama
Dopo aver pregato per la salvezza di Emily e Nichole, June incrocia la macchina del Comandante Lawrence il quale si dimostra sorpreso che abbia scelto di non fuggire. June gli chiede di essere accompagnata a casa del Comandante Mackenzie, famiglia che ha adottato Hannah. June fa appena in tempo a guardare la figlia dormire, legandole al polso un braccialetto portafortuna, prima di essere catturata dai militari. La signora Mackenzie vuole scambiare alcune parole con lei, rimproverandola per aver turbato la bambina dopo il loro precedente incontro, ma le assicura che sta crescendo in un ambiente sereno. Avvertita di non provare più ad avvicinare Hannah, June è riportata a casa Waterford. Fred e Serena sono furiosi con lei, soprattutto perché ha affidato Nichole a Emily, rea di aver attentato alla vita di Zia Lydia, il che espone tutti loro al pericolo di essere giustiziati. Intanto, Emily riesce ad attraversare il fiume tenendo Nichole in braccio ed entra in territorio canadese, ottenendo lo status di rifugiata.
Fred stabilisce di addebitare il rapimento di Nichole interamente a Emily, discolpando Serena e June per aver tentato entrambe di impedirglielo. Serena, caduta in un profondo stato depressivo per la perdita della bambina, incendia la casa e medita di suicidarsi buttandosi nel fuoco. L'intervento di June la dissuade dal compiere l'estremo gesto, abbandonando l'edificio e mettendosi al sicuro. June è condotta al Centro Rosso, dove viene punita per il suo comportamento e riassegnata a una nuova famiglia. June scopre che il suo nuovo padrone è nientemeno che il Comandante Lawrence, quindi d'ora in avanti si chiamerà Dijoseph.
In Canada Emily incontra Luke e Moira.

## Mary e Martha
- Titolo originale: Mary and Martha
- Diretto da: Mike Barker
- Scritto da: Kira Snyder

### Trama
June conosce Dimatthew, la sua nuova compagna di spesa, trovandola troppo devota a Gilead per poterle essere d'aiuto. Zia Lydia, in lenta ripresa dopo l'incidente con Emily, passa a casa Lawrence per controllare la situazione e, dimostrando di non aver perdonato June per i loro trascorsi, sottolinea che, fosse stato per lei, l'avrebbe fatta appendere al muro. June scopre che Beth, la Marta dei Lawrence, appartiene a una rete segreta di Marte assieme a Cora e Allison. Quest'ultima, un'insegnante di chimica nel vecchio mondo, fabbrica bombe e ha realizzato l'ordigno esploso al Centro Rachele e Leah. June si unisce al gruppo aiutando la Marta di un altro distretto a fuggire verso Ovest, dove si trova un'altra cellula della resistenza.
È sera quando a casa Lawrence torna la Marta che June e le altre avevano aiutato a scappare, gravemente ferita da un colpo d'arma da fuoco. Benché riluttante, il Comandante Lawrence aiuta le sovversive a nascondere la Marta dai Guardiani che le stanno dando la caccia. Anche la moglie Eleanor fa la sua parte, distraendo i Guardiani prima che possano scoprire le macchie di sangue sulla parete che June stava disperatamente cercando di lavare. La Marta purtroppo non sopravvive e June la seppellisce in giardino, mentre Eleanor il mattino seguente pianta alcuni fiori per nascondere la fossa. Il Comandante Lawrence non è contento della situazione che si è venuta a creare, dicendosi pentito di aver accettato June in casa.
In Canada Emily si sottopone a un controllo medico, risultando in buone condizioni di salute dopo la drammatica esperienza di Gilead, dovendo solamente rimuovere un piccolo fibroma uterino e decidere se sottoporsi alla ricostruzione dei genitali. La nuova sistemazione in casa di Luke, Moira ed Erin la fa sentire a disagio, soprattutto perché si sente colpevole di essere al sicuro al posto di June e Hannah, ancora intrappolate a Gilead. Moira convince Emily a mettersi in contatto con sua moglie Sylvia.

## Attenzione
- Titolo originale: Useful
- Diretto da: Amma Asante
- Scritto da: Yahlin Chang

### Trama
Interrogandosi sulla sorte di Cora, June si rende conto che ha bisogno di alleati potenti se spera di sopravvivere a Gilead. Lawrence ospita i Comandanti per stabilire come punire un folto gruppo di donne resesi responsabili di una rivolta a Chicago. Tra gli ospiti di Lawrence, oltre a Fred che scambia qualche parola con la sua vecchia ancella, c'è anche Nick che è stato promosso a Comandante. Avendo Lawrence stabilito che fosse lei a occuparsi di rabboccare i bicchieri degli ospiti, June ha modo di ascoltare l'incontro in cui parecchi Comandanti, determinati a ristabilire l'ordine a Gilead, spingono per fare maggiore ricorso alle Rigenerazioni.
Serena trascorre qualche giorno dalla madre Pamela nella speranza di recuperare energie dopo gli ultimi eventi. Il soggiorno però non la aiuta in quanto Pamela la fa partecipare a un gruppo di preghiera, rendendo i suoi problemi di pubblico dominio.
June ha una discussione con Lawrence, secondo il quale si è dimostrata poco intelligente nel rifiutare l'opportunità di fuga che le era stata offerta, accusandola inoltre di condurre battaglie fini a se stesse che hanno portato solamente devastazione, come avvenuto in casa Waterford. Avendo tuttavia riconosciuto che possiede uno spiccato intuito, Lawrence porta June nel carcere in cui sono detenute le rivoltose di Chicago. Il Comandante vuole che June selezioni cinque di loro per farle diventare Marte, mentre tutte le altre saranno tradotte nelle Colonie, il che equivale a una sentenza di morte. June rifiuta di adempiere a questo compito, pretendendo di salvarle tutte oppure nessuna.
Serena scoppia in lacrime davanti alla madre, da cui sperava di ricevere parole di conforto per la sua situazione. Pamela invece le rinfaccia che senza Fred lei non sarebbe nessuno, tanto che la figlia di cui piange la perdita non è nemmeno sua.
June trascorre la notte con Nick che, nonostante resti dalla parte della rivolta, non è però in grado di arrivare fino a Lawrence, un uomo troppo potente. Inoltre rivela a June di essere destinato al fronte.
Il mattino seguente June incontra Serena, appena tornata dal soggiorno con la madre. Le due donne ricordano i bei momenti trascorsi insieme a Nichole e June sprona la sua vecchia padrona a lottare con maggior determinazione per i diritti delle donne. Serena però continua a sentire un profondo vuoto interiore e medita nuovamente il suicidio, incamminandosi nell'acqua dell'oceano, ma a un certo punto cambia idea e torna a riva, dove ad accoglierla trova Fred.
June comunica a Lawrence che ha scelto le cinque donne da salvare. Si tratta di una ingegnera, una tecnica informatica, una giornalista, un'avvocata e una ladra, professionalità che saranno utili per la resistenza.

## Dio benedica la bambina
- Titolo originale: God Bless the Child
- Diretto da: Amma Asante
- Scritto da: Eric Tuchman

### Trama
L'intero distretto si riunisce in chiesa per festeggiare le nuove nascite. Osservando la cerimonia dai posti d'onore destinati alle ancelle che hanno procreato, June ricorda il giorno in cui fu battezzata Hannah. Al termine della funzione, chiusa dal pastore di Gilead con una preghiera rivolta alla rapita Nichole, tutte le ancelle sono invitate al ricevimento a casa dei Putnam. Serena, che ha disertato la cerimonia per il dolore di non vedere Nichole tra i bambini festeggiati, accetta di partecipare al ricevimento per rientrare in società. Fred confida a June di essere ancora preoccupato per la moglie e l'ex ancella gli suggerisce di darle un ruolo che vada oltre il semplice ménage domestico. La signora Putnam mostra Angela ai suoi ospiti, scatenando l'entusiasmo di Janine che chiede di poter tenere in braccio la bambina. In nome del perdono, la signora Putnam le concede questa possibilità e Janine propone di tornare a servire come ancella nella loro famiglia per dare un fratellino ad Angela. Udendo queste parole, Zia Lydia va su tutte le furie e si accanisce con inusitata violenza contro di lei. Solo l'intervento di June evita conseguenze peggiori e la stessa Zia Lydia, resasi conto di aver reagito in maniera del tutto esagerata, si scusa con i presenti e si ritira a piangere da sola in una stanza.
A Toronto Emily riabbraccia Sylvia, lieta di constatare che suo figlio Oliver non l'ha dimenticata, vedendola anzi come un'eroina.
Terminato il ricevimento dai Putnam, Serena sussurra a June che Hannah frequenta una scuola di arti domestiche a Brookline. Un soldato chiede di vedere i Waterford perché in rete circola il filmato di una manifestazione contro Gilead dove si vede Luke con in braccio Nichole. Alla domanda del soldato, June risponde di riconoscere Luke nell'uomo che si vede nel filmato. Luke e Moira chiedono a un prete cattolico di battezzare Nichole.

## Numero sconosciuto
- Titolo originale: Unknown Caller
- Diretto da: Colin Watkinson
- Scritto da: Marissa Jo Cerar

### Trama
June è raggiante nel sapere che Nichole si trova al sicuro con Luke. Tutte le ancelle si congratulano per lei, tranne Dimatthew che continua ad avere opinioni divergenti rispetto alle altre. Fred è riuscito a far ottenere un posto a Serena nel Consiglio dei figli di Giacobbe, i quali stanno valutando di inoltrare al Canada la richiesta di estradizione per Nichole. Fred e Serena si presentano a casa Lawrence per chiedere a June di fissare un incontro tra loro e Nichole, affinché possano vederla un'ultima volta. June acconsente con la prospettiva che in questo modo Serena sarà in debito con lei e in una telefonata controllata di due minuti strappa l'assenso di Luke. Quest'ultimo pone la condizione che all'incontro partecipi solamente Serena.
Atterrata in Canada, Serena è accolta da Mark Tuello che si occuperà di sorvegliare l'incontro fissato dentro l'aeroporto. Indossati abiti civili, Serena ringrazia Luke per aver accettato di vederla e lo rassicura sulla sicurezza di June, fornendogli il nome del nuovo Comandante presso cui è stata assegnata. Pur mantenendosi diffidente nei confronti di Serena, considerata corresponsabile del regime in cui si trova intrappolata June, Luke le consente di tenere la bambina in braccio prima di salutarsi. Nonostante Tuello le rinnovi la proposta di fuggire avanzata in precedenza, Serena fa ritorno a Gilead e scopre che l'uomo le ha lasciato nella borsa una radio con cui lo può contattare in caso di necessità.
Luke ascolta la cassetta lasciatagli da Serena in cui June gli racconta i dettagli sulla nascita di Nichole, il cui vero nome è Holly, e il fatto che sia nata dal suo amore per Nick, e gli promette che tutti i sacrifici sono stati fatti nel nome di Hannah. Riabbracciando il marito, Serena afferma che è pronta a mettere una pietra sul passato per provare ad andare avanti. Fred però non è dello stesso avviso, determinato a vincere la battaglia per riavere Nichole. A questo scopo fa prelevare June costringendola a registrare un messaggio con i Waterford in cui chiedono l'estradizione di Nichole.

## Famiglia
- Titolo originale: Household
- Diretto da: Dearbhla Walsh
- Scritto da: Dorothy Fortenberry

### Trama
June è provvisoriamente riassegnata ai Waterford in modo che la battaglia per ottenere Nichole possa andare a buon fine. Condotta da Zia Lydia in una Grand Central Station ricostruita da cima a fondo dopo l'avvento di Gilead, June è presa in carico dai suoi vecchi padroni. Tutti quanti alloggeranno a Washington presso la casa del Comandante George Winslow, di sua moglie Olivia e dei loro numerosi figli. June vede con sconcerto che a Digeorge, l'ancella dei Winslow, è stata sigillata la bocca. Come le spiegherà poi Zia Lydia, questo è avvenuto perché a Washington la repressione di Gilead è ancora più pesante.
La Svizzera si offre di mediare tra Gilead e il Canada, convocando i Waterford in ambasciata per affrontare la questione su Nichole. I diplomatici svizzeri intendono ascoltare June da sola, così che possa parlare liberamente e senza condizionamenti. June esprime il desiderio che Nichole resti in Canada, tuttavia Gilead ha minacciato di muovere una guerra se la richiesta dei Waterford non venisse accolta. June promette agli svizzeri che li farà parlare con Nick, da cui potranno ricavare informazioni utili sui punti deboli di Gilead. Quando comunica quest'idea a Nick, l'uomo è tutt'altro che convinto di mettersi nelle mani di un governo straniero, benché alla fine sia costretto ad ammettere che potrebbe essere l'unica occasione di rivendicare il proprio status di padre della bambina. Tuttavia, gli svizzeri ritengono Nick inaffidabile e rifiutano di accordarsi con lui. Alla domanda di June su cosa facesse Nick prima di arrivare in casa Waterford, Serena le rivela che è stato un soldato nella crociata che ha condotto alla creazione di Gilead, macchiandosi di quei crimini di guerra che hanno indisposto gli svizzeri. Dopo il no incassato dal governo elvetico, Nick si trasferisce a Chicago per addestrare l'esercito nella repressione delle rivolte.
I Waterford e June registrano un nuovo appello per la liberazione di Nichole al National Mall, dove il regime ha trasformato il monumento a Washington in una gigantesca croce e decapitato il busto di Abramo Lincoln dentro il Lincoln Memorial. Prima dell'evento, Serena invita June a sbrigare quest'ultima incombenza per poi essere libere di tornare alle loro vite. Le due donne si rinfacciano le rispettive colpe (June non è scappata quando ne ha avuto l'occasione, Serena è venuta meno alla promessa di far vivere Nichole in un mondo libero), con June che rimprovera alla sua vecchia padrona di aver voluto Gilead solamente per il proprio egoismo di ottenere un figlio a tutti i costi. Terminato il battibecco, June si unisce ai Waterford nel pregare per il ritorno a casa di Nichole.

## Sotto il suo occhio
- Titolo originale: Under His Eye
- Diretto da: Mike Barker
- Scritto da: Nina Fiore & John Herrera

### Trama
Come paventato dai Comandanti durante il meeting in casa Lawrence, si verifica un incremento delle Rigenerazioni a cui le ancelle prendono parte attiva. L'irrigidimento del regime spinge June ad affrettare i tempi e con l'aiuto di una Marta ottiene un possibile incontro con Hannah nell'istituto dove la bambina si reca ogni giorno. June chiede così a Eleanor di accompagnarla per una passeggiata, ma lungo il tragitto incontrano Naomi Putnam con Angela e sorge loro il dubbio di destare sospetti in quanto è da molto tempo che la signora Lawrence non esce di casa. June si sente in colpa per aver mentito alla sua padrona e le confessa la verità proponendole di tornare a casa, ma lei è comunque favorevole ad andare fino a Brookline per vivere "un'avventura".
Olivia mostra a Serena una casa in vendita, un tempo abitata da una famiglia battista, proponendole di trasferirsi a Washington. Winslow chiede a Fred di pazientare sull'estradizione di Nichole, assicurandogli che una volta vinta la battaglia potranno avere un precedente che permetterà di riportare a Gilead tutti coloro che sono fuggiti.
Emily è convocata in ambasciata a Toronto per dichiarare a un diplomatico svizzero i crimini da lei commessi a Gilead, in particolare l'aver rubato un veicolo del governo (con annesso investimento di un Guardiano) e l'accoltellamento di Zia Lydia. Emily e Moira partecipano a una protesta contro il ministro dell'Immigrazione, accusato di volersi accordare con Gilead ed entrambe vengono arrestate e chiuse in prigione.
Arrivate alla scuola di Brookline, a June non è permesso di entrare mentre Eleanor sostiene di avere diritto a visitare l'edificio e si avventura all'interno. June si avvicina al muro oltre il quale riconosce la voce di Hannah, ma si rende conto di aver spinto la sua padrona troppo oltre le sue possibilità psichiche e la invita a tornare a casa. Qui June chiede a Lawrence di permettere alla moglie di uscire di più.
Fred assicura a Serena che riusciranno a riavere Nichole, dopodiché i Waterford suggellano il ritrovato feeling coniugale ballando insieme a un gala.
A Toronto Emily e Moira, ancora in cella, si confidano i rispettivi "peccati" commessi a Gilead. Emily ammette di aver avvelenato una Moglie nelle Colonie, mentre Moira confessa l'omicidio del Comandante a Gezebele.
Intanto a Gilead una Marta e diverse ancelle sono giustiziate per aver commesso delle gravi infrazioni che hanno messo in pericolo la vita di alcuni bambini. La Marta giustiziata è Frances, colei che si occupava di Hannah e aveva provato ad aiutare June a rivedere la figlia. Terminata l'esecuzione, Dimatthew dichiara di essere stata lei a denunciare Frances a Zia Lydia, poiché quest'ultima le aveva chiesto di tenere d'occhio June. Sentendosi dire che lo ha fatto per il suo bene, June aggredisce Dimatthew ma viene fermata dalle altre ancelle.

## Inadatto
- Titolo originale: Unfit
- Diretto da: Mike Barker
- Scritto da: Kira Snyder

### Trama
Dopo l'esecuzione di Frances, Dimatthew inizia a essere maltrattata dalle altre ancelle. Zia Lydia se ne accorge e, dopo averle riunite, accusa June di essere la responsabile della morte di Frances e di altri misfatti avvenuti a Gilead. A questo punto June testimonia che Dimatthew ha pensato di non voler tenere il bambino che porta in grembo. In questo modo è Dimatthew a essere additata come peccatrice e si giustifica implorando che lo ha pensato solo per un attimo.
Nel passato Lydia Clements è un'avvocata specializzata in diritto di famiglia, poi diventata insegnante di scuola elementare per poter continuare a lavorare a contatto con i bambini. Lydia si interessa alla situazione familiare di Ryan, un suo alunno. La madre Noelle sta facendo una grande fatica a crescerlo da sola e molto spesso arriva in ritardo a riprenderlo a scuola. Lydia invita Noelle e Ryan a mangiare il suo proverbiale chili, diventando sempre più intima con loro. La vigilia di Natale, come forma di ringraziamento per tutto quello che ha fatto per loro, Noelle regala a Lydia un set di trucchi perché anche lei merita di essere felice e di  trovare qualcuno che la possa amare. A Capodanno Lydia si trucca e si incontra a una festa in un locale con Jim Thorne, il preside della scuola presso cui lavora; tra balli e musiche, i due trascorrono una serata molto piacevole insieme. Dopo la festa Lydia lo invita a casa sua. Lui è vedovo da tre anni e suo figlio vive lontano, ma sebbene Lydia lo attragga molto, quando lei si lascia andare in un bacio appassionato che potrebbe sfociare in un rapporto sessuale, l'uomo la ferma e le confessa di non sentirsi ancora pronto ad accogliere una nuova donna nella sua vita. In preda allo sconforto, Lydia si chiude nel proprio rancore e poco tempo dopo rilascia una deposizione alle autorità in cui definisce Noelle una pessima madre, contestando l'ambiente inappropriato e ostile ai valori religiosi in cui sta facendo crescere Ryan. Noelle si sente tradita e inveisce contro di lei ed anche Jim le volta le spalle adirato e deluso per il suo comportamento.
Nel presente le ancelle sono convocate per il parto di Diandy, la quale però dà alla luce una bambina nata morta.
Lawrence ha riflettuto sulle parole di June e le concede la possibilità di trascorrere del tempo insieme a Eleanor. June si toglie lo sfizio di parlare apertamente al Comandante, accusandolo di aver generato il mondo di Gilead che sta distruggendo sua moglie anziché proteggerla.
Durante una riunione con le altre Zie per stabilire gli affidamenti delle ancelle, Zia Lydia prima biasima e poi inaspettatamente difende June, attribuendo agli ambienti familiari in cui si è trovata (i Waterford prima, i Lawrence poi) la responsabilità della sua pessima condotta.
Il giorno seguente Dimatthew, pentita per il suo comportamento, si riunisce a June per riprendere le loro passeggiate. Nel supermercato Zia Lydia chiama June per comunicarle che ha deciso di portarla via da casa Lawrence. Nel frattempo Dimatthew esce di senno e aggredisce Janine, colpisce poi un Guardiano impossessandosi della sua pistola per puntarla prima contro June e in seguito contro Zia Lydia. Costei la implora di non sparare, chiamandola Natalie, il suo vero nome. Appena prima che possa premere il grilletto, Natalie è colpita da un tiratore appostato all'esterno del supermercato e il suo corpo viene trascinato via dai Guardiani.

## Eroico
- Titolo originale: Heroic
- Diretto da: Daina Reid
- Scritto da: Lynn Renee Maxcy

### Trama
June veglia su Natalie, in coma da oltre un mese, tenuta in vita dai macchinari fino a quando non porterà a termine la gravidanza. Costretta da Zia Lydia a rimanere piantonata in ospedale in ginocchio per ore come punizione per aver spinto Natalie verso la morte, June medita di toglierle la vita staccandola dal respiratore. Il suono di allarme della macchina la costringe a tornare al suo posto prima che arrivino i medici. Sentendosi preda di allucinazioni dovute al confinamento forzato nella stanza d'ospedale, June implora Zia Lydia di poter tornare a casa, ma ciò non sarà possibile fin quando il bambino non sarà nato. June tenta di ucciderla una seconda volta, recuperando un bisturi usato dai medici, ma viene fermata da Janine, anche lei ricoverata per le conseguenze delle ferite causatele da Natalie. June porge il bisturi a Janine in modo che sia lei a compiere il fatidico gesto. Janine si rifiuta e accusa June di essere diventata egoista.
Serena arriva in ospedale per dare il suo sostegno ai Calhoun, i padroni di Natalie. June chiede a Serena di avvicinarsi a lei e tenta di aggredirla con il bisturi, colpendola leggermente e ferendosi alla mano. Serena si allontana spaventata e chiama il medico, spiegandogli che la sua vecchia ancella necessita di cure. Serena è comunque preoccupata per la tenuta mentale di June e le dice che non la riteneva così debole. Mentre viene medicata, June entra in confidenza con il dottore, soprattutto dopo avergli detto che sua madre, la celebre Holly Maddox, faceva il suo stesso lavoro. Non ricoprendo nessun ruolo di comando a Gilead, il dottore si dimostra comprensivo con June, ma la invita ad abbandonare i suoi istinti omicidi perché finirebbe certamente appesa al muro. Le condizioni di Natalie peggiorano e i dottori sono costretti a praticarle un parto cesareo, facendo nascere prematuramente il bambino. June può finalmente uscire dall'ospedale e tornare a casa Lawrence, ma chiede a Zia Lydia di poter stare vicina a Natalie che si sta ormai spegnendo. Janine ha superato l'operazione all'occhio e Zia Lydia, che nonostante l'abbia aggredita dai Putnam ha sempre avuto una predilezione per lei, le regala una benda.
June si scusa con Natalie per quello che le ha fatto, dicendole che il figlio sarà un guerriero come lei e le promette che farà di tutto per portarlo via da Gilead.

## Testimonianza
- Titolo originale: Bear Witness
- Diretto da: Daina Reid
- Scritto da: Jacey Heldrich

### Trama
June torna dai Lawrence, scoprendo che la casa è stata riarredata, segno che sono attese novità in famiglia. Durante la sua assenza la salute di Eleanor è peggiorata perché non le vengono più somministrate le medicine a cui era abituata. June decide di rigare dritto, non essendo ancora il momento di attuare il suo proposito di portare via i bambini di Gilead, oltre al fatto che le misure di sorveglianza sono state intensificate dopo l'episodio di Natalie.
Le ancelle sono radunate per un'ispezione da parte del Comandante Winslow, il quale ha intenzione di importare l'imbavagliamento adottato a Washington negli altri distretti, partendo proprio da Boston. Fred si dice preoccupato per il Comandante Lawrence, il cui ruolo nell'instaurazione di Gilead non può essere sminuito, benché con il passare del tempo la sua influenza si sia ridotta al punto da non essere riuscito a ingravidare nessuna delle ancelle passate in casa sua. Il ritorno di June contribuisce a migliorare la salute di Eleanor, che le mostra l'archivio segreto di suo marito dove June viene a conoscenza che sono passati cinque anni dal momento in cui sono stati sottratti i figli delle ancelle.
Winslow e i Waterford, accompagnati da Zia Lydia, si presentano a casa Lawrence per assistere a una Cerimonia e assicurarsi che non vi siano impedimenti al compiersi della volontà di Dio. Riuniti in camera da letto, Lawrence vorrebbe lasciar passare il tempo senza fare nulla, ma al piano di sotto è presente un dottore che dovrà attestare l'avvenuto rapporto sessuale. Inoltre June sottolinea come tutti quanti, da loro tre fino all'intero personale di servizio, stiano rischiando la vita ed è quindi opportuno procedere, affrontando la Cerimonia con distacco. Andati via i visitatori, dopo che il controllo medico ha dato l'esito sperato, Lawrence accoglie la proposta fattagli da June di procurare una via di fuga a Eleanor affinché possa vivere in una società migliore ed essere curata. June va oltre, suggerendo al Comandante di scappare anche lui, considerato lo scarso ascendente che ormai esercita sui vertici del regime. Tuttavia, Lawrence è un criminale di guerra e passando il confine finirebbe in carcere.
Al supermercato June riesce a discutere con altre ancelle della resistenza, spiegando loro l'esistenza del furgone messo a disposizione da Lawrence per la fuga e la possibilità di trasportare a bordo almeno dieci bambini. June ritrova l'amicizia di Janine, rassicurandola che dagli archivi di Lawrence ha saputo che suo figlio Caleb sta bene e vive in California con una buona famiglia. In realtà June ha scoperto che il bambino è morto in un incidente stradale, ma non ha voluto dare questo dolore a Janine.
Serena prova ad aprire gli occhi a Fred su Winslow, a suo giudizio non abbastanza determinato nel voler riportare a casa Nichole, e gli racconta di Tuello, l'unico che possa davvero aiutarli.
June apprende da Beth che parecchie Marte hanno dato la loro disponibilità a partecipare all'impresa di portare i bambini in Canada.

## Bugiardi
- Titolo originale: Liars
- Diretto da: Daina Reid
- Scritto da: Jacey Heldrich

### Trama
Preda di una delle sue crisi, Eleanor punta una pistola contro Lawrence, incolpandolo di aver stuprato June per compiacere il regime. June riesce a disarmarla, convincendola che Lawrence è di fondamentale importanza per realizzare il piano a cui hanno già aderito cinquantadue Marte. Alcune Marte la pensano però diversamente, minacciando di far saltare quella che considerano una follia. Beth difende June, ricordando che ha agito in favore della resistenza selezionando le cinque Marte a cui aveva evitato le Colonie. Le Marte decidono così di non ostacolare l'iniziativa di June, pur prendendone le distanze.
Fred e Serena partono in macchina da soli per incontrare Tuello. Fred lascia che sia la moglie a guidare nella seconda parte del viaggio, riassaporando un piacere della vita prima di Gilead. Fermatisi a pernottare presso la casa di amici, Serena rimprovera Fred di averle portato via il lavoro di scrittrice e chiede al marito cosa sarebbe successo se non ci fosse stata Gilead. Fred si dice pronto a mollare Winslow non appena avranno ottenuto Nichole, con la speranza che crescendo diventi una donna forte come Serena.
Lawrence tenta di fuggire insieme a Eleanor, ma non riesce a oltrepassare il confine. Ciò rappresenta una grande complicazione al progetto di June in quanto Lawrence ha scoperto che i suoi permessi per il transito dei furgoni non sono più validi. June chiede al Comandante di portarla a Gezebele, dove lavora un contatto di Beth. Costui si chiama Billy e ha accesso a un aereo da carico, così June gli chiede di trasportare sia i Lawrence che i cinquantadue bambini da liberare. L'uomo le risponde che le farà sapere. Congedato Billy, June incrocia Winslow che la conduce in una camera per "divertirsi" con lei. Inizialmente June accetta di sottostare ai suoi ordini, avendo già sopportato rapporti sessuali con altri Comandanti, ma quando Winslow diventa violento lei si ribella e lo uccide accoltellandolo svariate volte e poi colpendolo con una statuetta di marmo. Una Marta entra nella stanza per il servizio pulizie e riconoscendo June, poiché era una delle Marte che aveva salvato dalle Colonie, le spiega come uscire da Gezebele mentre con altre Marte si sbarazza del cadavere di Winslow.
Fred e Serena incontrano Tuello che chiede loro di seguirlo in macchina verso un posto sicuro dove parlare. Ricevute da Serena le ultime rassicurazioni sull'affidabilità dell'uomo, Fred si mette scia alla sua macchina, però si insospettisce nel notare che li sta portando in direzione opposta rispetto al loro senso di marcia. Tuello infatti si ferma in territorio canadese, dove Fred e Serena vengono arrestati per crimini di guerra e violazioni dei diritti umani, reati che saranno giudicati da un tribunale internazionale.
Lawrence consegna una pistola a June, annunciandole che stanno venendo a prenderli.

## Sacrificio
- Titolo originale: Sacrifice
- Diretto da: Deniz Gamze Ergüven
- Scritto da: Eric Tuchman

### Trama
I visitatori arrivati in casa Lawrence sono i Comandanti Putnam e Calhoun che, agitati per l'arresto dei Waterford, sono pronti a dichiarare guerra agli Stati Uniti. Beth informa June che Billy ha accettato la sua proposta e che l'aereo arriverà tra una settimana. Al supermercato June incontra Rita, felice anche lei per la sorte dei Waterford, mentre Beth riconosce che adesso è June il capo della resistenza, complimentandosi per l'operazione che è stata capace di mettere in piedi. Olivia si rivolge a Lawrence, chiedendogli di aiutarla a ritrovare suo marito Winslow. Lawrence informa June che gli altri Comandanti intendono chiudere i confini di Gilead, quindi se non cambieranno idea dovrà trovare il modo di spostare la partenza dell'aereo. Innervosita, June se la prende con Eleanor che nel precedente incontro con le signore Putnam e Calhoun stava parlando troppo, rischiando di rivelare il loro piano. Successivamente June sale in camera di Eleanor per scusarsi, ma la trova incosciente nel letto per ever ingerito una forte dose di medicine con l'intento di suicidarsi. June decide di non chiamare aiuto, benché la padrona stia ancora respirando, ed esce silenziosamente dalla stanza.
In Canada, Serena confessa a Fred di essere stata lei a ordire il loro arresto allo scopo di poter vivere con Nichole in un paese libero. Fred si sente tradito da Serena, la quale ha perseguito un fine puramente personale, considerato che Nichole non è loro figlia biologica. Tuello assicura a Serena che rimarrà in custodia fino a quando non si chiuderà il processo contro Fred, permettendole di vedere Nichole alla presenza di un'assistente sociale. Moira, che ha portato Nichole all'incontro, accusa Serena dei misfatti compiuti e le rivela che a Gezebele suo marito ha stuprato anche lei. Fred accetta un confronto con Luke, accusandolo di non aver fatto nulla quando il tasso di natalità è crollato. Quando Fred dice che Gilead ha cambiato June e lei non vorrà più rivederlo, Luke lo aggredisce e viene fermato dalla guardia appostata all'ingresso.
Il mattino seguente una delle Marte a servizio dei Lawrence trova Eleanor morta. Dopo aver informato June che il confine è rimasto aperto, una concessione fattagli in quanto vedovo, il Comandante si incolpa per aver lasciato la moglie in camera da sola. June lo invita a non autocommiserarsi, pur pentendosi per quello che è stato un sacrificio necessario. I Comandanti e le Mogli di Gilead partecipano al funerale di Eleanor, con June e Zia Lydia che seguono la cerimonia dall'ultima fila. Terminata la funzione, June chiede a Zia Lydia il permesso di avvicinarsi a Lawrence nel dare l'ultimo saluto alla tomba di Eleanor. L'uomo la guarda intensamente, forse ha capito.

## Mayday
- Titolo originale: Mayday
- Diretto da: Mike Barker
- Scritto da: Bruce Miller

### Trama
Nel passato June e altre ragazze sono catturate dai figli di Giacobbe e fatte salire su un camion. A bordo June fa la conoscenza di Janine.
Nel presente è arrivato il giorno della fuga da Gilead. Zia Lydia si insospettisce nel vedere le altre ancelle lasciare svariati cubetti di sapone (che serviranno ad oliare gli ingranaggi rumorosi di porte e cancelli) nella sporta di June, ammonendola che il suo nuovo Comandante non tollererà atti sovversivi. Lawrence ha indetto una riunione dei Comandanti presso la Cancelleria, affinché la sorveglianza sulle strade sia ridotta al minimo. June e le Marte si rendono conto di non poter fuggire sui mezzi preventivati, quindi decidono di allontanarsi a piedi nei boschi e segnano un percorso allacciando dei pezzi di stoffa sugli alberi.
Mentre fervono gli ultimi preparativi per l'operazione, una Marta e la sua bambina si presentano con grande anticipo rispetto al tempo previsto per la fuga. La piccola, proveniente da Lexington, chiede a June come sarà la vita fuori da Gilead. All'improvviso la Marta cambia idea, desiderando tornare indietro, ma June la minaccia con la pistola per farla desistere. La donna riesce a scappare senza la piccola e June punta la pistola contro la bambina, rendendosi conto che tutta questa situazione le sta facendo perdere la testa. Lawrence vorrebbe che la bambina tornasse a Lexington, essendo già scattate le ricerche, ma June non intende condannarla a un futuro di infelicità e privazioni a Gilead. Quando Lawrence le richiede indietro la pistola, June si autoproclama a capo della casa e gli ordina di procurarle una mappa della città.
A Toronto, Tuello consegna a Serena un pass perché i pubblici ministeri, soddisfatti della sua collaborazione, presto le consentiranno delle uscite vigiliate in città per iniziare a immaginare la sua vita nel mondo libero. Fred intanto depone sul funzionamento del potere a Gilead ed è disposto a confessare un grave reato di cui si è macchiata Serena. Quest'ultima è quindi arrestata per aver fatto stuprare June dal suo autista Nick in modo che rimanesse incinta.
Viene la sera e le Marte con i bambini iniziano ad affluire numerose, ben oltre i cinquantadue preventivati. Anziché partecipare alla riunione da lui stesso convocata, Lawrence è rimasto a casa a leggere un passo de L'isola del tesoro per infondere coraggio ai fuggitivi. Quando Janine la avverte che sono in corso perquisizioni in tutte le case, June ordina di iniziare l'evacuazione e invita Lawrence a seguirla, ma secondo il Comandante è giusto che lui resti a Gilead a riflettere sui suoi peccati. Dopo aver attraversato il bosco, June e l'intera comitiva giungono in prossimità dell'aereo, ma l'arrivo di una volante impone loro di muoversi con estrema accortezza. June si rende conto che la comitiva non potrebbe partire perciò affida a Rita il comando delle operazioni. Quindi torna indietro e si appresta a colpire un Guardiano con un sasso, quando alcune Marte si avvicinano per combattere insieme a lei. Mentre il militare di pattuglia è distratto dall'offensiva delle Marte, i bambini con tutte le altre Marte salgono a bordo dell'aereo. June si fa mostra al soldato, facendosi inseguire nel bosco e uccidendolo dopo averlo costretto a comunicare il via libera.
L'aereo con i bambini di Gilead atterra a Toronto, dove ad accoglierli c'è una task force di volontari che include Moira, Luke ed Emily. Quest'ultima riconosce Rita e la presenta a Luke, deluso perché sperava di trovare Hannah a bordo dell'aereo. Rita lo abbraccia, dicendogli che è stata June l'artefice di questo miracolo. A Gilead June è soccorsa dalle ancelle che la trasportano nel bosco.